# Círculo de Bellas Artes de Palma de Mallorca
El Círculo de Bellas Artes de Palma de Mallorca, fundado en 1941, es una entidad cultural de las Islas Baleares ubicada en Palma de Mallorca y que comprende las distintas ramas de la creación artística: pintura, escultura, literatura, música, etc. Por su trayectoria y por su irradiación a nivel regional, nacional e internacional es una de las más importantes del Archipiélago. Su sede se encuentra en el palacete conocido como Casal Balaguer de la capital balear. 
Organiza exposiciones, conferencias, recitales, conciertos, coloquios, concursos, etc. y cada dos años convoca el Premio Internacional de Poesía Amorosa y concede la Medalla de Oro de la entidad a personalidades de reconocido prestigio en el ámbito insular.